# Firma elettronica avanzata
La firma elettronica avanzata (FEA) è definita dall'art. 1, comma 1, lett. q-bis) del decreto legislativo 7 marzo 2005, n. 82 (Codice dell'amministrazione digitale).
Essa consiste nell'«insieme di dati in forma elettronica allegati oppure connessi a un documento informatico che consentono l'identificazione del firmatario del documento e garantiscono la connessione univoca al firmatario, creati con mezzi sui quali il firmatario può conservare un controllo esclusivo, collegati ai dati ai quali detta firma si riferisce in modo da consentire di rilevare se i dati stessi siano stati successivamente modificati».

## Descrizione
Costituisce una firma più forte rispetto alla firma elettronica semplice, così come definita dall'art. 1, comma 1, lett. q del Codice dell'amministrazione digitale, in quanto:
- consente l'identificazione del firmatario e la connessione univoca dello stesso al documento firmato;
- tale connessione è creata utilizzando dei mezzi sui quali il firmatario può conservare il controllo esclusivo;
- consente di rilevare se i dati sono stati modificati successivamente all'apposizione della firma elettronica avanzata.

L'art. 21, comma 2, del Codice dell'Amministrazione Digitale dispone che «il documento informatico sottoscritto con firma elettronica avanzata, qualificata o digitale, formato nel rispetto delle regole tecniche di cui all' articolo 20, comma 3, che garantiscano l'identificabilità dell'autore, l'integrità e l'immodificabilità del documento, ha l'efficacia prevista dall'articolo 2702 del codice civile. L'utilizzo del dispositivo di firma si presume riconducibile al titolare, salvo che questi dia prova contraria».

### Limiti d'uso
Il documento sottoscritto con firma elettronica avanzata ha valore legale pari alla scrittura privata, ma è soggetta a limitazioni:
- ambito di validità limitato ai soli rapporti intercorrenti tra il sottoscrittore e il soggetto l’erogatore della soluzione di firma[2];
- può essere utilizzata per la sottoscrizione di tutti gli atti per la cui validità sia richiesta la forma scritta (come i contratti bancari o assicurativi), tranne atti e contratti aventi oggetto beni immobili[3];
- non è valida per la sottoscrizione di atti da parte di pubblico ufficiale[4].

### Tabella comparativa tra i vari tipi di firma elettronica
|                               | Definizione | Valore probatorio | Esempi | Modalità di verifica               |
| ----------------------------- | --- | --- | --- | ---------------------------------- |
| Firma elettronica             | Insieme dei dati in forma elettronica, allegati oppure connessi tramite associazione logica ad altri dati elettronici, utilizzati come metodo di identificazione informatica | Efficacia probatoria valutabile dal giudice caso per caso | PIN del BANCOMAT, firma biometrica, UserID e Password della propria casella di posta elettronica, Carta d'Identità Elettronica, Carta Nazionale dei Servizi (compresa la Tessera Sanitaria attivata come CNS, documento d'identità dei pubblici dipendenti (Mod. ATe). |                                    |
| Firma elettronica avanzata    | Insieme di dati in forma elettronica allegati oppure connessi a un documento informatico che consentono l'identificazione del firmatario del documento e garantiscono la connessione univoca al firmatario, creati con mezzi sui quali il firmatario può conservare un controllo esclusivo, collegati ai dati ai quali detta firma si riferisce in modo da consentire di rilevare se i dati stessi siano stati successivamente modificati                      | Valore limitato al solo contesto in cui vengono utilizzate (tra il sottoscrittore e il soggetto che offre il servizio di firma). Efficacia probatoria della scrittura privata. Integra la forma scritta ad substantiam tranne che per i contratti immobiliari | Firma grafometrica su tablet. Verso la Pubblica amministrazione: Posta elettronica certificata, passaporto elettronico. | online: infocert, ANDXOR, JoinSign |
| Firma elettronica qualificata | Firma elettronica ottenuta attraverso una procedura informatica che garantisce la connessione univoca al firmatario, creata con mezzi sui quali il firmatario può conservare un controllo esclusivo e collegata ai dati ai quali si riferisce in modo da consentire di rilevare se i dati stessi siano stati successivamente modificati, che sia basata su un certificato qualificato e realizzata mediante un dispositivo sicuro per la creazione della firma | Efficacia probatoria della scrittura privata. Integra la forma scritta ad substantiam | Smart card, Token (sicurezza) | online: ANDXOR                     |
| Firma digitale                | Particolare tipo di firma elettronica qualificata basata su un sistema di chiavi asimmetriche a coppia, una pubblica e una privata, che consente al titolare tramite la chiave privata e al destinatario tramite la chiave pubblica, rispettivamente, di rendere manifesta e di verificare la provenienza e l'integrità di un documento informatico o di un insieme di documenti informatici.                                                                  | Efficacia probatoria della scrittura privata. Integra la forma scritta ad substantiam | Smart card, Token (sicurezza), Firma digitale remota. | Software di verifica               |

La firma elettronica avanzata è una firma tecnologicamente neutra che quindi non fa riferimento alla tecnologia utilizzata. Allo stato attuale, soprattutto in ambito bancario, viene utilizzata come firma elettronica avanzata la firma grafometrica", apposta su un particolare tablet con una speciale penna idonea a memorizzare alcune caratteristiche biometriche: velocità della firma, pressione, accelerazione.
La firma elettronica qualificata di tipo automatico è quella eseguita da remoto (ovvero apposta mediante procedure informatiche che non prevedono un dispositivo hardware e un'operazione umana congiunta, in pratica si tratta di applicazioni web); quando la firma automatica è utilizzata per firmare flussi di documenti (fatture, contratti, atti, relazioni, ecc.), è spesso denominata firma massiva. Solo quando il flusso è omogeneo si può parlare di firma automatica nel senso proprio del termine (firmare una cartella che contiene file-documenti singolarmente visionabili - tipo libro firma  - non sarebbe a rigori una firma automatica).
A livello europeo il sistema delle firma elettroniche va ricondotto alla direttiva 1999/93/CE, Direttiva del Parlamento europeo e del Consiglio relativa ad un quadro comunitario per le firme elettroniche. Pubblicata nella G.U.C.E. 19 gennaio 2000 L. 13, è entrata in vigore il 19 gennaio 2000. Particolare importanza ha l'articolo 5 della direttiva, che prevede obblighi degli Stati membri relativi sia alle «firme elettroniche avanzate basate su un certificato qualificato e create mediante un dispositivo per la creazione di una firma sicura» sia ad altri sistemi di firma (che oggi vengono genericamente chiamati deboli o semplici). Si rinvia alla voce Teleamministrazione. L'Italia si è adeguata alla direttiva nel 2002 (D. lgs. 23 gennaio 2002, n. 10).